# Macrosiphoniella usquertensis
Macrosiphoniella usquertensis är en insektsart som beskrevs av Hille Ris Lambers 1935. Macrosiphoniella usquertensis ingår i släktet Macrosiphoniella och familjen långrörsbladlöss. Arten är reproducerande i Sverige. Inga underarter finns listade i Catalogue of Life.